# 永川站
永川站，位于中华人民共和国重庆市永川区，是成渝铁路上的火车站，建于1952年，由中国铁路成都局集团管辖。

## 歷史
- 建于1952年。

## 車站周邊
- 中国邮政储蓄银行永川火车站支行
- 川龙大酒店
- 永川客运中心
- 重庆市第三体育运动学校
- 中国工商银行永昌火车站分理处
- 中国银行昌州市场分理处
- 永川通达职工医院
- 红专小学
- 永川中学
- 中国邮政储蓄银行城南支行
- 重庆粮食职工中等专业学校
- 重庆市永川民进学校
- 中国邮政储蓄银行小桥子支行
- 农村商业银行大南分理处
- 中国农业银行重庆永川南大街支行

## 外部連結
- 中国铁路客户服务中心 （页面存档备份，存于）